# Paghman
Paghman est une ville d’Afghanistan, proche de la capitale Kaboul, chef-lieu du district du même nom, à l'ouest de la province de Kaboul, connue pour ses jardins.